# Banachruimte
In de functionaalanalyse, een deelgebied van de wiskunde, is een banachruimte een reële of complexe vectorruimte die voorzien is van een norm en die ten aanzien van die norm volledig is. Banachruimten zijn de meestgebruikte topologische vectorruimten, hun topologie wordt gegeven door de norm.
Veel van de oneindigdimensionale functieruimten, die in de analyse worden bestudeerd, zijn banachruimten. Daaronder zijn ook ruimten van continue functies, continue functies op een compacte hausdorff-ruimte, ruimten van lebesgue-integreerbare functies, die bekendstaan als Lp-ruimtes en ruimten van holomorfe functies, die bekendstaan als hardy-ruimten. 
Banachruimten zijn genoemd naar de Poolse wiskundige Stefan Banach, die rond 1920-1922 dit begrip introduceerde, samen met Hans Hahn en Eduard Helly.

## Definitie
Een banachruimte is een volledige, genormeerde vectorruimte. Dit betekent dat een banachruimte een vectorruimte {\displaystyle V} is over de reële of complexe getallen die voorzien is van een norm {\displaystyle \|\cdot \|}, en die met betrekking tot deze norm volledig is. Dat houdt in dat elke cauchyrij met betrekking tot de door de norm geïnduceerde metriek
{\displaystyle d(x,y)=\|x-y\|}
convergent is in {\displaystyle V}, dus een limiet heeft in {\displaystyle V}.
Deze eis van convergentie is krachtens een stelling van Riesz gelijkwaardig met de eis dat elke absoluut convergente reeks een limiet heeft.

## Dimensie
Eindigdimensionale banachruimten over hetzelfde getallenlichaam {\displaystyle K} en met dezelfde dimensie zijn onderling equivalent. Dat wil zeggen dat er een omkeerbare lineaire transformatie bestaat die in beide richtingen continu is. De interessantste banachruimten zijn oneindigdimensionaal.

## Voorbeelden
Een belangrijk voorbeeld vormt de Lp-ruimte {\displaystyle L^{1}} van lebesgue-integreerbare scalaire functieklassen op een maatruimte, met als norm de lebesgue-integraal van de absolute waarde.
Algemener, zij {\displaystyle p>1} een reëel getal, dan is de ruimte {\displaystyle L^{p}} van meetbare scalaire functieklassen waarvan de {\displaystyle p}-de macht lebesgue-integreerbaar is, een banachruimte. In dat geval is de norm van een functie de {\displaystyle p}-de machtswortel uit de integraal van de {\displaystyle p}-de macht van de absolute waarde.
Voor {\displaystyle p=2} is bovenstaand voorbeeld bovendien een hilbertruimte. Alle hilbertruimten zijn per definitie banachruimten, maar niet omgekeerd.
De begrensde continue complexwaardige functies (op een deel van) {\displaystyle R^{n}}, met als norm de kleinste bovengrens van de absolute waarde, vormen een banachruimte. Idem voor de begrensde functies die niet noodzakelijk continu zijn.

## Bijzondere structuren
De structuur van een banachruimte kan vaak nuttig worden verrijkt door er een vermenigvuldiging van vectoren aan toe te voegen, zoals de puntsgewijze vermenigvuldiging in sommige ruimten van begrensde functies. We gaan ervan uit dat die vermenigvuldiging associatief is en tweezijdig distributief ten opzichte van de optelling van vectoren. De banachruimte is dan een (associatieve) vectoralgebra.
Als die vermenigvuldiging bovendien voldoet aan de ongelijkheid {\displaystyle \|x\cdot y\|\leq \|x\|\cdot \|y\|} en over een neutraal element {\displaystyle e} beschikt, {\displaystyle x\cdot e=x=e\cdot x}, spreekt men van een banach-algebra.
De vermenigvuldiging hoeft niet noodzakelijk commutatief te zijn. Als voor alle vectoren {\displaystyle x} en {\displaystyle y} geldt dat {\displaystyle x\cdot y=y\cdot x}, spreekt men van een commutatieve banachalgebra.

## Duale banachruimte
De duale topologische vectorruimte {\displaystyle V^{*}} bestaat uit de continue lineaire afbeeldingen van {\displaystyle V} naar haar scalairenlichaam.
In het algemeen wordt {\displaystyle V^{*}} uitgerust met de zwak-ster-topologie, volgens de regels van een topologische vectorruimte. Omdat {\displaystyle V} een genormeerde vectorruimte is, hebben de elementen van {\displaystyle V^{*}} ook een norm:
{\displaystyle \|f\|=\sup\{\ |f(x)|\ ;\ x\in V,\ \|x\|=1\ \}}
De duale ruimte valt als verzameling namelijk samen met de ruimte
{\displaystyle {\mathcal {B}}(V,K)=\{f:V\to K\ {\hbox{lineair}},\|f\|<\infty \}}
dus heeft dezelfde normtopologie.
Deze twee topologieën op {\displaystyle V^{*}} kunnen met elkaar worden vergeleken: de verzameling van de open verzamelingen in de zwak-ster-topologie is een deelverzameling van de open verzamelingen in de normtopologie.
De normfunctie op de duale ruimte blijkt eveneens aanleiding te geven tot een volledige metriek, dus de duale ruimte is met deze norm opnieuw een banachruimte. Men spreekt van het banach-duaal of de duale banachruimte als men uitdrukkelijk wil aangeven dat men in de normtopologie werkt.
De duale banachruimte heeft natuurlijk op haar beurt een banach-duaal. Dit noemt men het biduaal van de oorspronkelijke ruimte, genoteerd {\displaystyle V^{**}} Er bestaat een natuurlijke isometrische injectie van {\displaystyle V} in haar biduale ruimte. In het algemeen is deze injectie geen bijectie. In de bijzondere gevallen waarin toch {\displaystyle V=V^{**}}, noemen we {\displaystyle V} een reflexieve banachruimte.

### Voorbeelden
Als {\displaystyle 1<p<+\infty } en
{\displaystyle {1 \over p}+{1 \over q}=1},
dan zijn de ruimten {\displaystyle L^{p}} en {\displaystyle L^{q}} elkaars Banach-duale ruimte en onderling reflexief.
De ruimte {\displaystyle L^{\infty }}, essentieel begrensde klassen van lebesgue-meetbare functies, is de banach-duale van {\displaystyle L^{1}}, klassen van Lebesgue-integreerbare functies, maar het omgekeerde geldt niet in het algemeen. {\displaystyle L^{1}} is in het algemeen dus niet reflexief.

## Hamel-dimensie
Uit de volledigheid van banachruimten en de categoriestelling van Baire volgt dat een Hamel-basis van een oneindig-dimensionale banachruimte overaftelbaar is.

## Afgeleiden
Er kan op verschillende manieren een afgeleide op een banachruimte worden gedefinieerd. Er zijn de fréchetafgeleide en de gâteaux-afgeleide.

## Generalisaties
Verschillende belangrijke ruimten in de functionaalanalyse, bijvoorbeeld de ruimte van alle oneindig vaak differentieerbare functies {\displaystyle \mathbb {R} \to \mathbb {R} } en de ruimte van alle distributies op {\displaystyle \mathbb {R} } zijn volledig, maar zijn geen genormeerde vectorruimten, dus ook geen banachruimten. In fréchet-ruimten heeft men nog een volledige metriek, terwijl LF-ruimten volledig uniforme vectorruimten zijn die zich aandienen als limieten van fréchet-ruimten.